# Dénezé-sous-Doué
Dénezé-sous-Doué är en kommun i departementet Maine-et-Loire i regionen Pays de la Loire i nordvästra Frankrike. Kommunen ligger i kantonen Doué-la-Fontaine som tillhör arrondissementet Saumur. År 2022 hade Dénezé-sous-Doué 442 invånare.

## Befolkningsutveckling
Antalet invånare i kommunen Dénezé-sous-Doué
| Referens: INSEE |